# Liste der Monuments historiques in Pange
Die Liste der Monuments historiques in Pange führt die Monuments historiques in der französischen Gemeinde Pange auf.

## Liste der Bauwerke
| Bezeichnung      | Beschreibung                  | Standort                   | Kennzeichnung | Schutzstatus   | Datum     | Bild           |
| ---------------- | ----------------------------- | -------------------------- | ------------- | -------------- | --------- | -------------- |
| Château de Pange | zwischen 1720 und 1756 erbaut | Avenue des Tilleuls (Lage) | PA00106932    | Inscrit Classé | 1986 1990 | weitere Bilder |

## Liste der Objekte
| Bezeichnung                                                               | Beschreibung                                                                                     | Standort                   | Kennzeichnung | Schutzstatus | Datum | Bild |
| ------------------------------------------------------------------------- | ------------------------------------------------------------------------------------------------ | -------------------------- | ------------- | ------------ | ----- | ---- |
| Gemälde Der erste Marquis de Pange auf der Jagd                           | Ölfarbe auf Leinwand, zweite Hälfte des 18. Jahrhunderts, von Jean-François Hue                  | im Château de Pange (Lage) | PM57000654    | Classé       | 1997  |      |
| Zeichnung Louis de Pange                                                  | Pastellkreide auf Papier, zweite Hälfte des 18. Jahrhunderts, Jean-Baptiste Greuze zugeschrieben | im Château de Pange (Lage) | PM57000655    | Classé       | 1997  |      |
| Büste einer Dame de Pange                                                 | Marmor, 1849, von Jean-Marie Bonnassieux                                                         | im Château de Pange (Lage) | PM57000649    | Classé       | 1997  |      |
| Gemälde Porträt von Félicité d’Arberg de Vallangin, Comtesse de Lobau     | Ölfarbe auf Leinwand, erste Hälfte des 19. Jahrhunderts                                          | im Château de Pange (Lage) | PM57000651    | Classé       | 1997  |      |
| Zeichnung François de Pange                                               | Pastellkreide auf Papier, zweite Hälfte des 18. Jahrhunderts, Jean-Baptiste Greuze zugeschrieben | im Château de Pange (Lage) | PM57000656    | Classé       | 1997  |      |
| Gemälde Blick auf Nancy                                                   | Ölfarbe auf Leinwand, zweite Hälfte des 18. Jahrhunderts                                         | im Château de Pange (Lage) | PM57000652    | Classé       | 1997  |      |
| Gemälde Place Stanislas in Nancy                                          | Ölfarbe auf Leinwand, zweite Hälfte des 18. Jahrhunderts                                         | im Château de Pange (Lage) | PM57000653    | Classé       | 1997  |      |
| Büste des Comte de Lobau                                                  | Marmor, 1839 von Jean-Pierre Dantan                                                              | im Château de Pange (Lage) | PM57000648    | Classé       | 1997  |      |
| Gemälde Porträt von Marquis Marie Jacques Thomas de Pange, Pair de France | Ölfarbe auf Leinwand, erste Hälfte des 19. Jahrhunderts                                          | im Château de Pange (Lage) | PM57000650    | Classé       | 1997  |      |